# Ni contigo ni sin ti
Ni contigo ni sin tí est une telenovela mexicaine diffusée en 2011 par Televisa.

## Distribution
- Eduardo Santamarina - Leonardo "Leo" Cornejo Fernández
- Laura Carmine - Nicole Lorenti Tinoco
- Alessandra Rosaldo - Julia Mistral
- Erick Elías - Iker Rivas Olmedo
- Sabine Moussier - Eleonor Cortázar
- César Bono - Gelasio Lorenti
- María Marcela - Carola Tinoco de Lorenti "Doña Caro"
- Andrea Torre - Fabiola Escalante
- Ximena Herrera - Isabela Rivas Olmedo / Isabela Reyes
- Luz María Jerez - Irene Olmedo de Rivas
- Gaston Tuset - Alejandro Rivas
- Ricardo Franco - Jose Carlos Rivas Olmedo
- Luz María Aguilar - Doña Natalia Armenta
- Otto Sirgo - Octavio Torres Landa
- Sharis Cid - Salma Rábago
- Amparo Garrido - Doña Adelita
- Mauricio Mejía - Marco Rábago
- Lili Gorett - Verónica Galindo Cortázar
- Yousi Diaz - Flora Topete
- Jorge Ortin - Don Chuy Turrubiates
- Robin Vega - Tobias Marcelino "Tobi" Topete
- Michelle Renaud - Concepción "Cony" Chamorro
- Pepe Gámez - Alfonso "Poncho" Chamarro
- Brandon Peniche - Diego Torres Landa
- René Mussi - Lalo Garnica
- Sachi Tamashiro - Yolanda "Yola" Zorrilla
- Oscar Zamanillo - Bosco Rosado
- Marifer Galindo - Laura
- Maité Valverde - Mary
- Graciela Döring - Doña Felipa
- Iliana de la Garza - Cuca
- Beatriz Moreno - Clara Fernandez de la Reguera vda. de Cornejo (Participation spéciale)
- María Fernanda García - Señora Mondragón (Participation spéciale)
- David Rencoret
- Roberto Miquel
- Hanny Sáenz - Señorita Finolis
- Juan Antonio Edwards
- Kelchie Arizmendi - Tania

## Autres versions

### Telenovelas
- Te contei? (1978), produit par Rede Globo; avec Luis Gustavo, Wanda Stefânia, Maria Cláudia et Susana Vieira.
- ¿Te conté? (1990), adaptation de Jorge Díaz Saenger, dirigée par Óscar Rodríguez Gingins, produit par Nené Aguirre pour Canal 13; avec Bastián Bodenhöfer, Carolina Arregui, Claudia Di Girólamo et Maricarmen Arrigorriaga.